# Пожежа на DC-8 у Філадельфії
Пожежа на DC-8 у Філадельфії — авіаційна аварія, що сталась у ніч на середу 8 лютого 2006 року. Вантажний авіалайнер Douglas DC-8-71F авіаційного підрозділу американської компанії експрес-доставок United Parcel Service — UPS Airlines виконував плановий внутрішній рейс UPS 1307 за сполученням Атланта—Філадельфія, але під час посадки в пункті призначення (аеропорт Філадельфії) екіпаж повідомив про спрацювання датчика диму у вантажному відсіку (це сталось прямо перед посадкою) і після евакуації літак згорів. Всі 3 члени екіпажу, що перебували на борту, вижили, але літак був повністю зруйнований та списаний на металолом.

## Літак
Douglas DC-8-71 (реєстраційний номер N748UP, заводський 321, серійний 45948) був випущений і здійснив перший політ у 1967 році. Оснащений чотирма турбовентиляторними двигунами CFM International CFM56.

## Хронологія подій
Рейс 1307 компанії UPS, регулярний нічний рейс з Атланти (Джорджія) до Філадельфії (Пенсильванія). Літак вилетів з Атланти (міжнародний аеропорт імені Гартсфілда-Джексона) о 22:42 EDT.

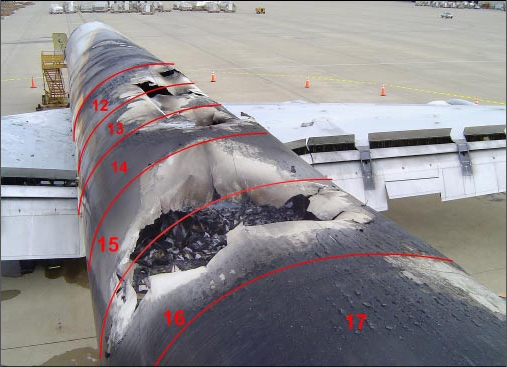
Наслідки пожежі

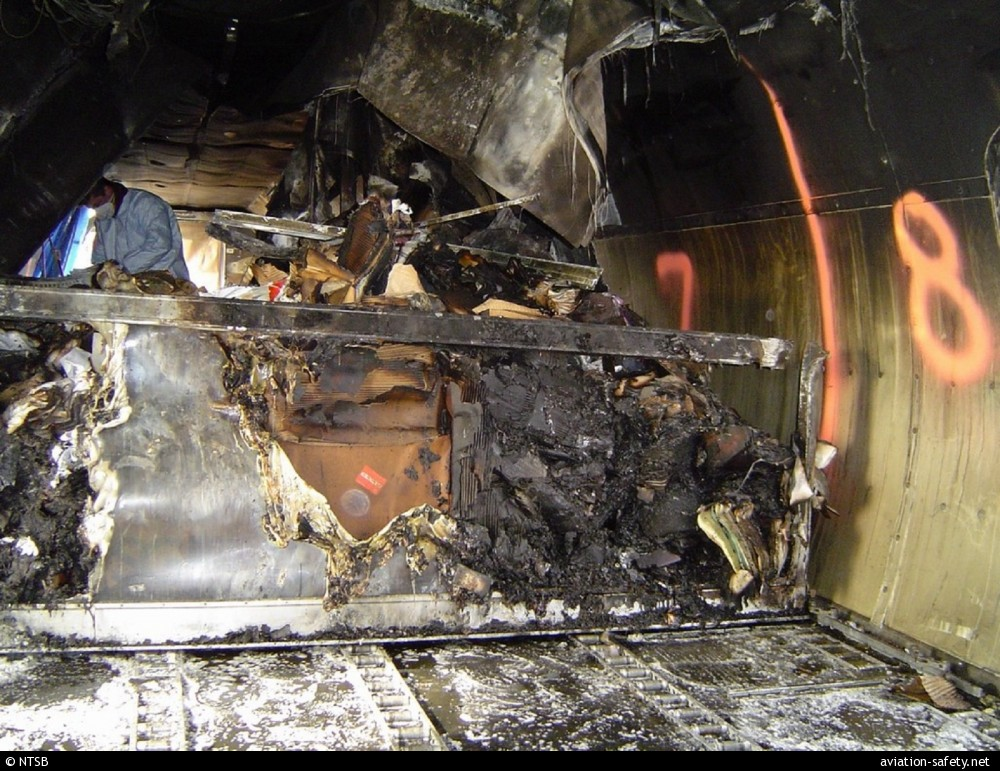
Наслідки пожежі (вантажний відсік рейсу 1307)

Одразу після отримання дозволу на посадку на ЗПС 27R екіпаж DC-8 повідомив, що у них загорілася сигнальна лампа задимлення: Дозвіл на посадку отримано, послухайте, у нас щойно загорівся індикатор задимлення вантажу, чи можемо ми отримати обладнання? (англ. Cleared to land, and ah listen we just got a cargo smoke indicator come on can we have the equipment?. Диспетчер відповів: Добре, я зроблю це... індикатор вантажного диму ....а... скільки осіб на борту і кількість палива, сер? (англ. Okay, I'll do that ..the cargo smoke indicator....ah... souls on board and amount of fuel Sir?). UPS1307 доповів, що на борту три людини і палива залишилось на дві години. Приблизно через хвилину диспетчер дав дозвіл на посадку на ЗПС 27L, яка на 1006 футів (308 метрів) довша за ЗПС 27R. Екіпаж підтвердив дозвіл, але продовжує захід на посадку на ЗПС 27R. Диспетчер на вишці помічає це і запитує: ...UPS-1307, просто підтверджую, що ви вишикувалися ліворуч, а здається, що ви вишикувалися праворуч (англ. ..1307 Heavy just confirming that your are lined up to the left side and it appears you are lined up to the right. UPS 1307 відповідає: Вибачте, я думав, що ми отримали дозвіл на посадку праворуч... чи маємо ми дозвіл на посадку праворуч? (англ. I am sorry I thought we were cleared for the right..uh.. are we cleared to land on the right?). Диспетчер дав дозвіл на посадку на 27R та інформує про це пожежну службу. Під час посадки з літака йшов дим. Екіпаж евакуювали, а пожежні служби приступили до гасіння пожежі. Близько 04:00 було повідомлено, що полум'я загасили.

## Причини
Можлива причина: Національна рада з безпеки на транспорті визначила, що ймовірною причиною цієї аварії була пожежа вантажу в борту, яка виникла з невідомого джерела, яке, швидше за все, було розташоване у вантажному контейнері 12, 13 або 14. Внесок у втрату літака були невідповідними вимогам до сертифікаційних випробувань систем виявлення диму та вогню та відсутністю бортової системи пожежогасіння.